# 尾島明
尾島 明（おじま あきら、1958年〈昭和33年〉9月1日 - ）は、日本の裁判官。最高裁判所裁判官。

## 来歴
神奈川県藤沢市出身。栄光学園中学校・高等学校を経て1983年（昭和58年）、東京大学法学部を卒業し、司法修習生を経て、1985年（昭和60年）、判事補に任官。東京地方裁判所、甲府家庭裁判所、甲府地方裁判所、最高裁判所事務総局総務局、通商産業省通商政策局、東京地方裁判所、横浜地方裁判所での勤務を経て、1995年（平成7年）、横浜地方裁判所判事に任官。裁判官として民事畑を歩み、新人時代にはロス疑惑の刑事裁判を担当した。
その後も最高裁判所調査官、東京高等裁判所判事、内閣法制局第二部参事官、東京地方裁判所部総括判事、最高裁判所上席調査官、静岡地方裁判所長、東京高等裁判所部総括判事、最高裁判所首席調査官を歴任。最高裁判所の調査官として上告審の調査事務に携わった。
2021年（令和3年）7月16日、大阪高等裁判所長官に就任。
2022年（令和4年）7月5日、最高裁判所裁判官に就任。
2024年（令和6年）10月27日の最高裁判所裁判官国民審査において、罷免を可とする票5,980,011票、有効票のうち罷免を可とする率11.00%で信任。

## 年譜
- 1983年（昭和58年）
  - 東京大学法学部卒業[1]
  - 司法修習生[1]
- 1995年（平成7年）- 横浜地方裁判所判事[1]
- 1998年（平成10年）- 最高裁判所調査官[1]
- 2003年（平成15年）
  - 東京高等裁判所判事[1]
  - 内閣法制局第二部参事官[1]
- 2008年（平成20年）- 東京高等裁判所判事[1]
- 2009年（平成21年）- 東京地方裁判所部総括判事[1]
- 2012年（平成24年）- 最高裁判所上席調査官[1]
- 2016年（平成28年）- 静岡地方裁判所長[1]
- 2017年（平成29年）- 東京高等裁判所部総括判事[1]
- 2018年（平成30年）- 最高裁判所首席調査官[1]
- 2021年（令和3年）- 大阪高等裁判所長官[1][3]
- 2022年（令和4年）- 最高裁判所裁判官[1]

## 主な判決
- 2023年1月25日、第49回衆議院議員総選挙（2021年）における小選挙区の区割りは日本国憲法第14条に違反しないとした[5][8][9]。
- 2023年10月18日、第26回参議院議員通常選挙（2022年）における選挙区選出議員の定数配分について、著しい不平等状態にあったとはいえないとする多数意見に対し、違憲状態であるとの意見を付した[5][10][11]。

- 2023年10月25日、大法廷決定において、性同一性障害の性別の取扱いの特例に関する法律第3条1項4号は、日本国憲法第13条に違反し無効であるとした[12][5][13]。
- 2023年11月17日、映画「宮本から君へ」に出演した俳優ピエール瀧が薬物犯罪により有罪判決を受けたことを理由に同映画に対する助成金を交付しないこととした独立行政法人日本芸術文化振興会理事長の処分は「違法である」とした[5][14][15]。
- 2023年12月15日、国民年金法等による老齢年金を減額する改正法は、「日本国憲法第25条、29条に違反しない」とし[5]、「年金制度を構築するには経済成長や少子高齢化、国民の生活状況などを総合的に考えなければならない。国民の意見もさまざまで、対立が生じることもありえる。これらを調整して仕組みをつくりあげる作業は政治が担うのが適切だ」との補足意見を出した[16][17]。

- 2024年6月21日、嫡出でない子は「生物学的な女性に自己の精子で当該子を懐胎させた者に対し、その者の法的性別にかかわらず、認知を求めることができる」とした[5][18][19]。
- 2024年7月3日、大法廷判決において、優生保護法中のいわゆる優生規定が日本国憲法第13条及び第14条1項に違反し、同規定に係る国会議員の立法行為が国家賠償法第1条1項の適用上違法の評価を受け、これにより発生した損害賠償請求権が除斥期間の経過により消滅したものとすることは信義則に反し許されないとした[5][20][21]。